# Metoda Michela Thomase
Metoda Michela Thomase je originální metoda rozvinutá  Michelem Thomasem pro výuku jazyků. Thomas tvrdil, že jeho studenti budou v konverzaci relativně zdatní již po několika dnech studia. 
Thomas byl najat Raquel Welchovou, Barbrou Streisandovou, Emmou Thompsonovou, Woody Allenem a Grace Kellyovou. Metoda se dostala do popředí poprvé v Británii, poté co byl odvysílán dokument televize BBC „The Language master“, ve kterém Thomas učil francouzštinu šestici studentů po pět dní v Londýně v roce 1997. Na základě zájmu vyvolaného tímto dokumentem britské vydavatelství Hodder & Stoughton pověřilo Thomase, aby vytvořil komerční verzi svých kurzů.

## Metoda
V této metodě učitel vyzve studenty, aby si nezapisovali poznámky a zdrželi se vědomých pokusů o zapamatování, a prohlašuje, že učitel přejímá plnou odpovědnost za jejich učení. Thomas tvrdil, že udržení uvolněných studentů, soustředěných a motivovaných pocitem zvyšujícího se úspěchu, je klíčové pro jeho metodu. Dalším je odstranění stresu a úzkosti, které spojoval s tradičními metodami. Když byla Margaret Thompsonová, ředitelka školy, ve které byl dokument filmován, dotazována pro dokument The Language Master, poznamenala, že obecně se učitelé "snaží získat pozornost svých žáků tím, že najdou zajímavý materiál, který by měl mít souvislost s jejich zájmy, ale to, co mně ukázal Michel Thomas je to, že studenty motivuje samotný proces učení, nikoliv použitý materiál“. 
Učitel nejprve předloží krátká slova a fráze v novém jazyce. Student je poté požádán „jak byste řekl?" o větu v novém jazyce. Začíná se s triviálními a jednoduchými větami a postupně se přechází k složitějším konstrukcím. Fráze jsou vybrány jako obecné stavební kameny vyjádření myšlenek. Když student správně odpoví, učitel zopakuje celou frázi se správnou výslovností. Když je odpověď špatná, učitel pomůže studentovi porozumět jeho chybě a napravit ji. Nejdůležitější slova a fráze jsou opakovaně přezkušovány během kurzu. Tato metoda netrvá na přesné perfektní výslovnosti od začátku, místo toho poskytuje postupnou zpětnou  vazbu a neustálé zlepšení procesem vytvarování studentových odpovědí během těchto opakování.  V kurzech nahraných samotným Michelem Thomasem (španělština, francouzština, italština, němčina) se učení  soustřeďuje na  časování sloves a na použití modálních sloves. Slovník použitý v kurzu je docela malý a jsou preferována „gramatická slova“, tedy ta, která slouží k vyjadřování vztahů mezi ostatními slovy ve větě. Gramatická pravidla jsou zaváděna postupně a vyhýbá se obecně gramatické terminologii. Takto kurz vytváří rychle komplexní věty a zaměřuje se na schopnost přeložit věty jako: „Chci vědět, proč to pro mě teď nemáte, protože je to pro mě velmi důležité a potřebuji to“, zatímco se vyhýbá většině slovníku a zafixovaným frázím používaným ve většině hlavních metod. Thomas například nevyučuje počítání či dny v týdnu. Důležitou součástí je, že Thomas často využívá podobností mezi slovy v mateřském a novém jazyce a dává klíče, jakým způsobem je možné je transformovat. Například koncovka „tion“ v angličtině je na pár výjimek totožná s „zione“ v italštině a „ce“ v češtině. Takto si student pomocí této transformace rychle rozšíří slovník: „situation“ „situazione“ „situace“, kdy význam zůstává stejný či velice podobný.

## Nahrávky Michela Thomase
Vydavatelství Hodder and Stoughton vydalo originální nahrávky s Michelem Thomasem a několik dalších jazyků nahraných s dalšími učiteli. Tyto nahrávky jsou záznamem vyučování se dvěma studenty (jeden muž a jedna žena). Posluchač je vyzván, aby pozastavil nahrávku a aby nahlas odpověděl na otázku položenou Michelem Thomasem. Tyto záznamy jsou rozděleny na úvodní kurz, pokročilejší kurz a na slovní zásobu.

## Další nahrávky
Harold David Goodman studoval metodiku výuky u Michela Thomase od roku 1995 až do roku 2005 a je údajně jedinou známou osobou, která byla vyučována této metodě. Po smrti Michela Thomase, Hodder and Stoughton použili znalostí Harolda Goodmana, aby vytvořili další kurzy. V průběhu osmi let se prodalo kolem jednoho miliónu kopií těchto nahrávek.